# Храм Сада
Храм Сада (яп. 佐太神社) — синтоїстський храм у Мацуе, префектура Сімане, Японія. Північний, центральний і південний зали Тайся-дзукурі 1807 року є важливими культурними цінностями.
Сада Син Но, ритуальні танці очищення, які виконуються щорічно 24 і 25 вересня, були визначені як важливе нематеріальне народне культурне надбання. У 2011 році Сада Син Но був внесений ЮНЕСКО до Репрезентативного списку нематеріальної культурної спадщини людства.